# Soberania energética

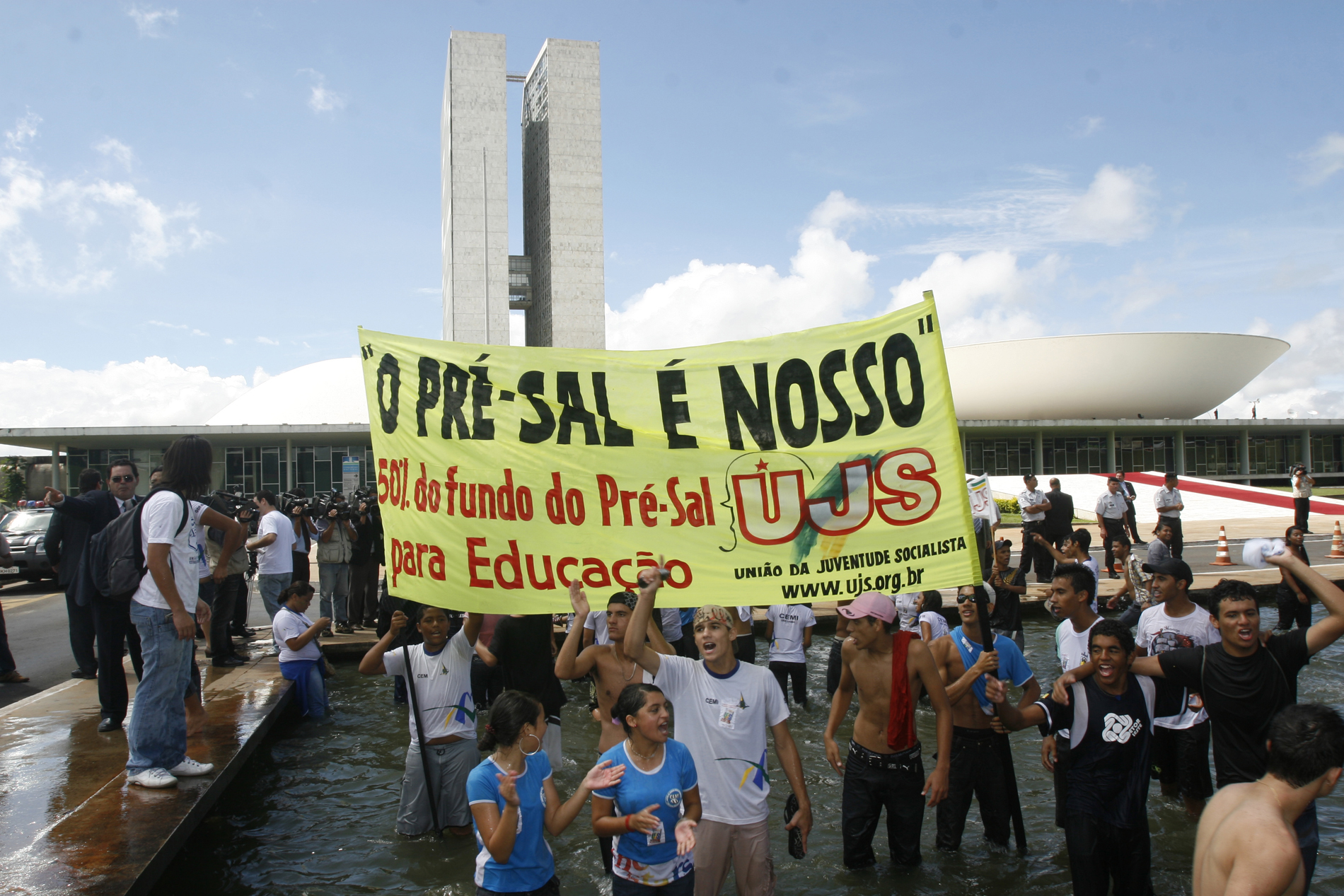
Membros da União da Juventude Socialista (UJS) pedem sua participação na divisão dos royalties do pré-sal. Março de 2010.

Soberania energética é um conceito que começou a ser desenvolvido no início do século XXI em círculos de centro-esquerda da América do Sul, inicialmente como uma contraposição à ideia de segurança energética (oriunda dos Estados Unidos), mas com a qual revelou possuir complementaridade, considerando-se a estratégia nacional de diferentes países sobre questões energéticas. Conforme a define o pesquisador argentino Gustavo Lahoud, a soberania energética seria:
(...)a capacidade de uma comunidade política para exercer o controle e a autoridade e para regular de maneira racional, limitada e sustentável a exploração dos recursos energéticos, conservando uma margem de manobra e uma liberdade de ação que lhe permita minimizar os custos associados às pressões externas dos atores estratégicos que rivalizam pela obtenção desses recursos.

## Histórico
A política de segurança energética começou a ganhar proeminência nos Estados Unidos a partir do primeiro "choque do petróleo" (1973), evidenciando a dependência estadunidense das reservas de petróleo e gás localizadas em países do que, na terceira década do século XXI, se denominaria "Sul global". Em 2001, a National Energy Policy (mais conhecida como "Relatório Cheney"), anunciada pelo presidente George W. Bush, estabeleceu que o objetivo estratégico da política externa dos Estados Unidos seria garantir "o aporte confiável, amplo e diversificado e a preços acessíveis de suprimentos de petróleo e gás (e seus equivalentes futuros) para os Estados Unidos, seus aliados e parceiros – e a infra-estrutura adequada para levar esses suprimentos ao mercado".
Como os combustíveis fósseis são finitos, os países exportadores perceberam que não poderiam apenas se contentar com aumentos periódicos de preços, visto que embora a tendência desses seja de alta, os hidrocarbonetos representam muitas vezes sua única fonte relevante de receita fiscal. Uma vez esgotadas as reservas, não haveria garantia de que conseguiriam manter a ordem social e política dentro de suas fronteiras; é a partir daí que ganha força a ideia da "soberania energética".
Na América Latina, a pauta da soberania energética começou a ser discutida a partir de 2000, na I Reunião dos Presidentes da América do Sul, através da Iniciativa para a Iniciativa para a Integração da Infraestrutura Regional Sul-Americana (IIRSA). O debate sobre o marco regulatório de exploração e transporte de recursos energéticos dividiu as opiniões, com a Venezuela advogando por um papel destacado para as empresas estatais, enquanto que o Banco Interamericano de Desenvolvimento (BID) e outros países, defendiam uma maior ênfase na iniciativa privada. O Brasil manteve-se equidistante entre as duas propostas.
A soberania energética também pretende recuperar para a esfera governamental, parte da capacidade de gestão de recursos energéticos (particularmente dos hidrocarbonetos}, perdida em grande medida entre as décadas de 1980 e 2000, através de políticas neoliberais de desregulamentação e mercantilização de recursos naturais, a pretexto de inserção das economias nacionais no mercado mundial. Neste sentido, a soberania energética objetiva gerir os recursos de forma racional e equilibrada, em prol do "interesse nacional" e das gerações futuras, adotando medidas como elevação de receitas fiscais e enfatizando o desenvolvimento econômico e social.
Como enfatiza Lahoud:
En primer lugar, al definir conceptualmente soberanía energética, hablamos de la capacidad de control relativamente autónomo de una variedad de recursos finitos que, inteligentemente organizados, pueden dar sustento a un desarrollo de mediano y largo plazo que sea compatible con el crecimiento económico constante en un marco de sustentabilidad ambiental. Sin dudas, estos aspectos del problema son fundamentales, pero su comprensión es incompleta o por lo menos poco clara si no se parte de una noción que es fundamentalmente anterior y que en el plano de lo teórico-práctico está relacionada básicamente con el papel directriz-conductor que en el proceso de control y racional usufructo de los recursos energéticos desempeña el Estado como legitimador y garante de estos bienes públicos que, como tales, deben beneficiar equitativamente a toda la comunidade.
O modelo de desenvolvimento apontado pelo pesquisador argentino, contudo, dependeria da existência de um estado de bem-estar social latinoamericano, o que entra em confronto com a realidade da região. Um exemplo claro foram as iniciativas do governo Dilma Rousseff, onde parte dos lucros obtidos com a exploração de hidrocarbonetos do Pré-Sal seriam investidos em saúde e educação; no governo Temer, ocorreu corte de 50% dos valores destinados à educação, e no governo Bolsonaro, foi enviado um projeto ao Congresso, que extinguiria completamente a partilha dos recursos para fins sociais.
Em 2023, os temas da segurança e soberania energéticas voltaram à pauta do governo brasileiro. Num ciclo de palestras promovidas pela Petrobras em junho daquele ano, foi destacado que o "sucesso do Brasil como potência geoeconômica dependerá da articulação entre as dimensões agroalimentar, ambiental e energética, e a Petrobras é peça-chave da garantia de segurança energética sustentável para o futuro".
Também em 2023, o secretário-geral da ONU, António Guterres, citou a soberania energética como parte integrante de um plano de cinco pontos destinado a evitar uma catástrofe climática (os outros quatro seriam a segurança energética, a energia renovável, o financiamento da transição energética e o aporte de recursos por parte dos países desenvolvidos). Segundo o Presidente da Assembleia Geral das Nações Unidas, Csaba Kőrösi, "da energia solar à eólica, das ondas e geotérmica, fontes de energia renováveis estão disponíveis para todos os climas. Seu uso tem o potencial de fortalecer a soberania energética".
Em 2024, pouco antes de terminar seu mandato, o presidente do México, Andrés Manuel López Obrador (AMLO), declarou que esperava ver seu país atingir a soberania energética no mandato de sua sucessora, Claudia Sheinbaum. Durante seu governo, AMLO buscou recuperar empresas como a Pemex e a CFE, as quais considera vitais para que o México atinja a autossuficiência energética, reduzindo as importações petrolíferas e fortalecendo a estrutura de refino. Claudia Sheimbaum, por sua vez, afirmou que continuará a desenvolver a política de incentivo às empresas nacionais de energia. Críticos de AMLO, todavia, afirmam que o conceito de soberania é equivocado, e que estaria se investindo em empresas deficitárias sob o argumento de que isto tornaria o México autossuficiente, em vez de comprar combustível no mercado internacional pelo melhor preço, ou investir em geração de energia elétrica e produção de gás natural.

## Valores da soberania energética
Num artigo publicado em 2022, Cristian Timmermann e Eduardo Noboa elencaram valores éticos que estariam no cerne da ideia de soberania energética, a saber:
- Acessibilidade: permitir a todos ter acesso aos recursos energéticos;[10]
- Empoderamento e reconhecimento: desenvolver e sustentar capacidades de produzir soluções energéticas coletivamente elaboradas, e com participação efetiva em sua gestão;[10]
- Manejo e sustentabilidade: capacidade de projetar e gerir sistemas renováveis descentralizados para proteger o meio ambiente;[10]
- Autossuficiência: para reduzir o impacto negativo da exploração comercial;[10]
- Resiliência: para manter a capacidade de produção, mesmo enfrentando consequências de choques socio-econômicos, políticos e ambientais;[10]
- Paz social: estabelecer sistemas de produção que não envolvam relações hostis;[10]
- Transparência e autodeterminação: para estabelecer sistemas democráticos de tomada de decisões que dêem voz a grupos sub-representados (como indígenas e quilombolas) e limitem a aquisição corporativa;[10]
- Justiça de gênero: reconhecimento das contribuições femininas e a eliminação de barreiras ao seu empoderamento.[10]